# Динара Алимбекова
Динара Алимбекова (5 януари 1996, Абай, Карагандинска област, Казахстан) е беларуска биатлонистка, олимпийска шампионка през 2018 година в женската щаафета, участничка в Световната купа по битлон в състава на националния отбор на Беларус, световна шампионка сред девойките, заслуженн майстор на спорта на република Беларус.

## Личен живот
Произхожда от смесено семейство – с баща казах и майка беларуска. Има по-малък брат Евгени, по-малка сестра Уляна. Когато Динара е била 3-годишна, семейството се преселва в Беларус.
Учи в Беларуския държавен университет за физкултура, специалност ски спорт и биатлон.

## Успехи
Олимпийски игри:
- Шампион (1): 2018

Световно първенство за юноши и девойки:
- Шампион (1):

### Олимпийски игри
| Олимпиада      | Индивидуално | Спринт | Преследване | Масов старт | Щафета | Смесена щафета |
| -------------- | ------------ | ------ | ----------- | ----------- | ------ | -------------- |
| 2018 Пьонгчанг | 56-о         | -      | -           | -           | Злато  | -              |